# Seznam nejstarších fotbalových klubů v Česku
Nejstarší dosud existující fotbalové kluby v ČR, které byly založeny do roku 1914.
| Rok založení | Název |
| ------------ | --- |
| 1893         | FK Loučeň 1893, AC Sparta Praha, ČSK Uherský Brod                                                                                    |
| 1894         | SK Spartak Příbram |
| 1895         | SK Slavia Praha |
| 1896         | FK Meteor Praha |
| 1898         | SK Český Brod, SK Jičín, SK Praha VII (FK Loko Praha), SK Klatovy 1898                                                               |
| 1899         | ČAFC Královské Vinohrady, AFK Chrudim                                                                                                |
| 1900         | SK Polaban Nymburk, SK České Budějovice                                                                                              |
| 1901         | SK Brandýs nad Labem, SK Náchod, SK Kralupy nad Vltavou, SK Olympia Hradec Králové, SK Říčany                                        |
| 1902         | FK Mladá Boleslav, SK Stella Čáslav                                                                                                  |
| 1903         | SK Viktoria Žižkov, SK Kladno, SK Rakovník, SK Nusle                                                                                 |
| 1904         | 1. SK Prostějov, SK Semily |
| 1905         | AFK Vršovice (Bohemians), SK Hradec Králové, SK Čechie Smíchov                                                                       |
| 1906         | SK Moravská Slavia Brno, SK Sparta Kladno, FC Velké Meziříčí                                                                         |
| 1907         | AFK Union Žižkov, Novoměstský SK Kladno, FK Slavoj Vyšehrad, SK Roudnice nad Labem, TJ Čechie Zastávka, Troppauer FV (SFC Opava)     |
| 1908         | SK Jaroměř, SK Sparta Košíře, SK Husovice, AFK Pečky                                                                                 |
| 1909         | SK Kročehlavy, SK Most, AFK Přelouč, FK Admira Praha, FC Slovan Rosice, Spartak Hrdlořezy, SK Praga Vysočany, Nuselský SK, FC Mělník |
| 1910         | FC Písek, FK Jindřichův Hradec 1910, SK Smíchov Plzeň, TJ Jiskra Litomyšl, DSK Třebíč, TJ Baník Švermov                              |
| 1911         | SK Viktoria Plzeň, FK Dobrovice, SK Moravské Budějovice , SK Střešovice 1911                                                         |
| 1912         | FC Ivančice, SK Sparta Kolín, SK Butovice (Motorlet), AFK Tišnov, TJ FS Napajedla, FK Agria Choceň                                   |
| 1913         | SK Židenice (Zbrojovka Brno), SK Benešov, FK Luhačovice, SK Slovan Dubí                                                              |
| 1914         | FK Králův Dvůr, TJ Jiskra Ústí nad Orlicí, ABC Braník, FK Zlíchov 1914                                                               |